# إيغور لوفريتش
إيغور لوفريتش هو لاعب كرة قدم كرواتي في مركز حراسة المرمى، ولد في 7 أكتوبر 1987 في مدينة بولا في كرواتيا. لعب مع نادي إسترا 1961 ونادي لوكوموتيفا.

## وصلات خارجية
- إيغور لوفريتش على موقع قاعدة بيانات كرة القدم.إي يو (الإنجليزية)
- إيغور لوفريتش على موقع Soccerway.com (الإنجليزية)